# Archángelos (ort i Grekland, Epirus)
Archángelos är en ort i Grekland.   Den ligger i prefekturen Nomós Prevézis och regionen Epirus, i den centrala delen av landet, 290 km väster om huvudstaden Aten. Archángelos ligger 33 meter över havet och antalet invånare är 356.
Terrängen runt Archángelos är platt åt sydost, men åt nordväst är den kuperad. Havet är nära Archángelos åt sydväst.Runt Archángelos är det ganska glesbefolkat, med 42 invånare per kvadratkilometer. Närmaste större samhälle är Preveza, 15,8 km söder om Archángelos. Trakten runt Archángelos består till största delen av jordbruksmark.